# Wolfgang Odendahl

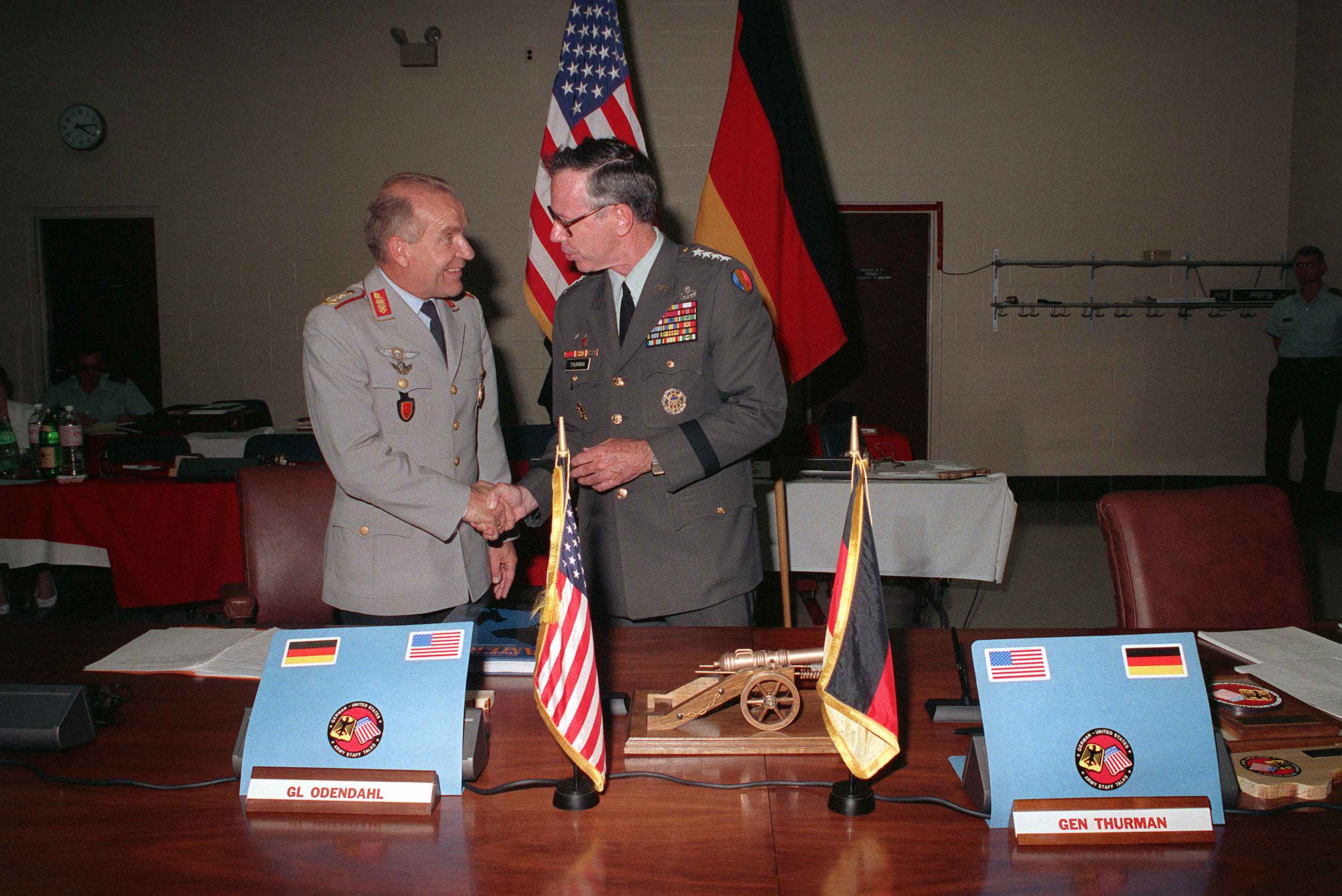
General Odendahl (links) 1989

Wolfgang Odendahl (* 13. Dezember 1931; † 19. Dezember 2020) war ein deutscher Generalleutnant, dessen militärische Laufbahn sich über mehrere Jahrzehnte erstreckte und verschiedene Führungspositionen umfasste, darunter das Kommando über die Luftlandebrigade 25 „Schwarzwald“, die 4. Panzergrenadierdivision und schließlich die Leitung des Heeresamtes in Köln.

## Militärische Laufbahn
Die Karriere Wolfgang Odendahls bei den deutschen Streitkräften erstreckte sich über mehrere Jahrzehnte und war geprägt von verschiedenen Führungspositionen. Von 1977 bis 1979 kommandierte Odendahl die Luftlandebrigade 25 „Schwarzwald“, was seine Fähigkeiten in der Führung von Spezialeinheiten unter Beweis stellte. In den Jahren 1982 bis 1985 übernahm er das Kommando über die 4. Panzergrenadierdivision der Bundeswehr, eine Position, die seine Expertise in der Führung größerer Truppenverbände demonstrierte.
Den Höhepunkt seiner militärischen Laufbahn erreichte Odendahl von 1986 bis 1990, als er das Heeresamt in Köln leitete. In dieser Funktion war er maßgeblich an wichtigen Entscheidungsprozessen innerhalb der Bundeswehr beteiligt, wie beispielsweise bei der Beurteilung disziplinarrechtlicher Angelegenheiten. Seine Rolle als Chef des Heeresamtes brachte ihn in direkten Kontakt mit hochrangigen Vertretern des Verteidigungsministeriums, darunter der Inspekteur des Heeres.
Odendahls Expertise wurde auch in internationalen Kontexten geschätzt, wie ein Foto von 1989 zeigt, auf dem er zusammen mit dem US-General Maxwell R. Thurman zu sehen ist. Während seiner aktiven Dienstzeit erwarb sich Odendahl den Ruf eines kompetenten und respektierten Offiziers, was sich in seiner Beförderung zum Generalleutnant widerspiegelte. Seine militärische Laufbahn war geprägt von den Herausforderungen und Veränderungen, die die Bundeswehr in den Jahrzehnten nach ihrer Gründung durchlief.
Odendahls Dienst fiel in eine Zeit wichtiger sicherheitspolitischer Entwicklungen, einschließlich der Debatten um die Stationierung von Mittelstreckenraketen in den 1980er Jahren. Als hochrangiger Offizier war er nicht nur mit militärischen, sondern auch mit politischen und gesellschaftlichen Fragen konfrontiert, die die Rolle der Bundeswehr betrafen. Seine Erfahrungen und sein Fachwissen machten ihn zu einer geschätzten Stimme in Diskussionen über militärische und sicherheitspolitische Themen. Odendahls Karriere in der Bundeswehr erstreckte sich über eine Zeit bedeutender geopolitischer Veränderungen, einschließlich der letzten Jahre des Kalten Krieges und der deutschen Wiedervereinigung. Seine langjährige Mitgliedschaft im Deutschen Bundeswehrverband, für die er eine Treueurkunde für 60 Jahre Mitgliedschaft erhielt, unterstreicht sein anhaltendes Engagement für die Belange der Soldaten auch über seine aktive Dienstzeit hinaus.

## Tätigkeiten nach aktiver Dienstzeit
Nach seiner aktiven Dienstzeit in der Bundeswehr engagierte sich Generalleutnant a. D. Wolfgang Odendahl in verschiedenen Bereichen. Von 2002 bis 2004 war er als Leiter des Regionalkreises Südwest der Clausewitz-Gesellschaft tätig. In dieser Funktion setzte er sich für die Förderung des sicherheitspolitischen Diskurses ein. Odendahl brachte seine militärische Expertise auch in humanitäre Projekte ein. So war er als ehemaliger Beauftragter der Caritas im früheren Jugoslawien aktiv und sprach über die humanitäre Hilfe im Balkankonflikt. Sein Engagement erstreckte sich zudem auf die Unterstützung von Veteranen. Im Rahmen dessen erhielt er eine Treueurkunde vom Deutschen BundeswehrVerband für sein langjähriges Wirken.
Odendahl nahm auch an Veranstaltungen wie dem Berliner Colloquium 2013 teil, das sich mit Fragen der öffentlichen Sicherheit befasste. Als ehemaliger Amtschef des Heeresamtes blieb er dem militärischen Umfeld verbunden und brachte seine Erfahrungen in Diskussionen zur Entwicklung der Streitkräfte ein. Durch seine vielfältigen Aktivitäten trug er dazu bei, militärische Expertise in zivile Kontexte zu übertragen und den Dialog zwischen Militär und Gesellschaft zu fördern.